# Christian Henning von Lange
Christian Henning von Lange (* 1688; † 16. Februar 1760 in Groß-Glogau) war ein königlich-preußischer Oberst und Chef des Garnisons-Regiments Nr. 7.

## Leben
Er kam 1705 in preußische Dienste und stand im Infanterie-Regiment Nr. 22 (Moritz von Anhalt-Dessau). Es kämpfte bereits mit den preußischen Truppen in den Niederlanden und im Pommernfeldzug 1715/1716. Unter Friedrich II. kämpfte er in den Schlesischen Kriegen. Am 13. April 1754 wurde er Oberst und Kommandeur des Regiments. Aufgrund seines Alters wurde er im selben Jahr als Chef in das Garnisons-Regiments Nr. 7 versetzt. Er starb 1760.
Christian Henning von Lange war verheiratet.